# Moving Target (Gil Scott-Heron)
Moving Target è il sesto album solista dell'artista statunitense Gil Scott-Heron, pubblicato nel 1982.
| Recensione       | Giudizio |
| ---------------- | -------- |
| AllMusic         | [ 1 ]    |
| Robert Christgau | B        |

## Tracce
1. Fast Lane – 4:55 (testo: Gil Scott-Heron – musica: Robert Gordon, Malcolm Cecil)
2. Washington D.C. – 4:13 (testo: Gil Scott-Heron – musica: Carl Cornwell, Gil Scott-Heron)
3. No Exit – 4:08 (Gil Scott-Heron)
4. Blue Collar – 5:18 (testo: Gil Scott-Heron)
5. Explanations – 4:10 (Gil Scott-Heron)
6. Ready or Not – 4:32 (testo: Gil Scott-Heron – musica: Larry McDonald)
7. Black History / The World – 4:40 (testo: Gil Scott-Heron)

## Classifiche
| Classifica (1982)         | Posizione massima |
| ------------------------- | ----------------- |
| Billboard 200             | 123               |
| US Top R&B/Hip-Hop Albums | 33                |